# Sylvicola brunneus
Sylvicola brunneus är en tvåvingeart som först beskrevs av Vanschuytbroeck 1965.  Sylvicola brunneus ingår i släktet Sylvicola och familjen fönstermyggor.
Artens utbredningsområde är Tanzania. Inga underarter finns listade i Catalogue of Life.